# 高瀬生聖
高瀬 生聖（たかせ うきょう、2001年7月6日 - ）は、京都府出身のサッカー選手。九州リーグ・ジェイリースFC所属。ポジションはMF。

## 略歴
京都紫光サッカークラブでサッカーを始める。中学時代は奥田勇斗、食野壮磨らと共にガンバ大阪ジュニアユースに所属。U-18には昇格せず、山辺高校へ進学。選手権へ出場する事は無かったものの、国体奈良県少年選抜へ選ばれる等、実力を磨いた。
高校卒業後は常葉大学へ進学。3年時にはデンソーカップ茨城大会の東海選抜にも選ばれ、本大会では優秀選手にも輝いた。
2023年11月10日、2024シーズンからのテゲバジャーロ宮崎への加入内定が発表された。
2024年3月6日、ルヴァンカップ1stラウンド第1回戦、ファジアーノ岡山戦に出場しプロデビュー。6月16日、J3第17節・ヴァンラーレ八戸戦でJリーグデビュー。10月27日、J3第34節・FC大阪戦でJ初ゴール。
2025年7月1日、ジェイリースFCへの期限付き移籍が発表された。

## 所属クラブ
- 京都紫光サッカークラブ
- Forest FC 京都
- ガンバ大阪ジュニアユース
- 山辺高校
- 常葉大学
- 2024年 - テゲバジャーロ宮崎
  - 2025年7月 - ジェイリースFC(期限付き移籍)

## 個人成績
| 国内大会個人成績 | 国内大会個人成績 | 国内大会個人成績 | 国内大会個人成績 | 国内大会個人成績 | 国内大会個人成績 | 国内大会個人成績 | 国内大会個人成績 | 国内大会個人成績 | 国内大会個人成績 | 国内大会個人成績 | 国内大会個人成績 |
| 年度             | クラブ           | 背番号           | リーグ           | リーグ戦         | リーグ戦         | リーグ杯         | リーグ杯         | オープン杯       | オープン杯       | 期間通算         | 期間通算         |
| 年度             | クラブ           | 背番号           | リーグ           | 出場             | 得点             | 出場             | 得点             | 出場             | 得点             | 出場             | 得点             |
| 日本             | 日本             | 日本             | 日本             | リーグ戦         | リーグ戦         | リーグ杯         | リーグ杯         | 天皇杯           | 天皇杯           | 期間通算         | 期間通算         |
| ---------------- | ---------------- | ---------------- | ---------------- | ---------------- | ---------------- | ---------------- | ---------------- | ---------------- | ---------------- | ---------------- | ---------------- |
| 2024             | 宮崎             | 19               | J3               | 6                | 1                | 1                | 0                | 3                | 0                | 10               | 1                |
| 2025             | 宮崎             | 19               | J3               | 0                | 0                | 0                | 0                | -                | -                | 0                | 0                |
| 2025             | Jリース          | 39               | 九州             |                  |                  | -                | -                | -                | -                |                  |                  |
| 通算             | 日本             | 日本             | J3               | 6                | 1                | 1                | 0                | 3                | 0                | 10               | 1                |
| 総通算           | 総通算           | 総通算           | 総通算           | 6                | 1                | 1                | 0                | 3                | 0                | 10               | 1                |

- 公式戦初出場 - 2024年3月6日 ルヴァンカップ1stラウンド 第1回戦 ファジアーノ岡山戦(いちご)
- Jリーグ初出場 - 2024年6月16日 J3第17節 ヴァンラーレ八戸戦(プラスタ)
- Jリーグ初ゴール - 2024年10月27日 J3第34節 FC大阪戦(いちご)

## 選抜暦
- 2017年 国体奈良県少年選抜
- 2023年 デンソーカップ東海選抜

## 受賞歴
- 2023年 デンソーカップ優秀選手